# Фришенфельд, Георгий Эдуардович
Георгий Эдуардович Фришенфельд (1899—1944) — советский учёный-геолог, исследователь Якутии, специалист по нерудным полезным ископаемым и региональной геологии.

## Биография
Родился в 1899 году[уточнить] в городе Риге, Российская империя, в семье Вильгельмины Ивановны Фришенфельд.
В 1919 году служил в отделении печати военной разведки.
С 1928 года работал в экспедициях в Якутской АССР, изучал районы перспективные на нефть и газ. В отчётах отмечал, что 

«местные жители нам указывали, что километрах в 80-150 выше устья Маркоки по Мархе существуют чёрные камни, которые, брошенные в огонь, горят», и что на одном из островов, смытом лет 30 тому назад, местные шаманы доставали жидкость, «которую брали двумя пальцами и бросали в огонь, где она загоралась ярким пламенем, издавая запах керосина».
В 1930 году был направлен Научным институтом по удобрениям на поиски фосфоритов и геологическую съемку.
С 1932 года работал в Якутской горно-технической конторе при управлении Якутского горного округа. Летом геологическая экспедиция Г. Э. Фришенфельда по заданию Нефтяного геологоразведочного института провела работу по оценке перспектив нефтегазоносности бассейна реки Вилюя. С этого времени начались целенаправленные нефтепоисковые работы в Якутии. Много внимания уделял «битуминозным горючим сланцам» и другим полезным ископаемым у реки Синяя (приток Лены).
C 1937 года работал в Геологическом институте АН СССР, который вскоре был реорганизован в Институт геологических наук АН СССР, специалист по нерудным полезным ископаемым и региональной геологии.
Работал под руководством В. А. Обручева в Восточной Сибири, где осуществлялись региональные геологические исследования.
В июле 1941 года был призван из Москвы рядовым стрелком в пехоту на фронт, пропал без вести в 1944 году.